# Leptogenys anacleti
Leptogenys anacleti är en myrart som beskrevs av Borgmeier 1930. Leptogenys anacleti ingår i släktet Leptogenys och familjen myror. Inga underarter finns listade i Catalogue of Life.